# Anacimas dodgei
Anacimas dodgei är en tvåvingeart som först beskrevs av Whitney 1879.  Anacimas dodgei ingår i släktet Anacimas och familjen bromsar. Inga underarter finns listade i Catalogue of Life.